# Lán (jednotka)
Lán je stará česká jednotka plošné výměry i vzdálenosti. Většina těchto jednotek v Českém království platila v období 1268–1756. Sedlákovi, který obhospodařoval lán, se říkalo láník, německy Laaniger. Výměra odpovídala obhospodařování poloviny gruntu (2 lány = 1 grund), proto byl láník někdy nazýván půlgruntovník či půlgrunt.

## Původ slova lán
Podle Augusta Sedláčka se slovo „lán“ objevilo v souvislosti s hospodářskými změnami ve 13. století. Namísto dosavadního hospodářství naturálního nastupoval systém peněžní. Pozemky byly děleny mezi hospodáře (jejichž povinností bylo platit peněžitý úrok) a tyto díly (pozemků) byly právě „lány“.

## Význam slova lán
Podle Sedláčkova výkladu se slovo „lán“ poprvé objevuje roku 1228 (Codex diplomaticus Moraviae II, s. 204), a to ve významu „pozemek, který se může zorati jedním potahem koní“; německy „Hube“, „Hufe“, v latině „mansus“, později „laneus“ (polatinštěním slova „lán“). Rozloha lánu byla tedy kolísavá. Lán se dělil na jitra (opět rozdílného počtu) nebo na pruty.

## Lán jako jednotka plochy
Existovalo několik jednotek téhož názvu lišících se velikostí:
- 1 lán královský = 12 kop záhonů = 27,9452 ha
- 1 lán kněžský = 11 kop záhonů = 25,6164 ha
- 1 lán panský = 10 kop záhonů = 23,2876 ha
- 1 lán selský = 8 kop záhonů = 18,6301 ha
- 1 lán zemský = 18,3001649 ha
- 1 lán německý = 7,6597 ha

## Lán jako délková míra
Lán se užíval i jako délková míra.
- 1 lán = 7471,8 m

## Jiný význam
- Pojem lán se dnes používá zejména ve smyslu rozlehlé pole (žluté lány řepky,[3] lány obilí aj.).[4]
- Používá se jako epresivum ve významech „daleko“ (je to lán světa) a „veliká vzdálenost“ (ušli lán cesty, prošli lán světa) nebo v přeneseném významu slova (lány sněhu – rozlehlé sněhové pláně).[4]
- „Velké, širé, rodné lány“ je báseň Josefa Václava Sládka ze sbírky Selské písně a České znělky (1889).